# Баранцево (Іглінський район)
Бара́нцево (рос. Баранцево, башк. Баранцев) — присілок у складі Іглінського району Башкортостану, Росія. Входить до складу Калтимановської сільської ради.
Населення — 85 осіб (2010; 87 в 2002).
Національний склад:
- росіяни — 74 %